# История Боснии и Герцеговины
В древности территория Боснии и Герцеговины была заселена иллирийцами и кельтами. С I века н. э. — под властью Древнего Рима (провинции Верхняя, Нижняя Паннония и Далмация). С VI века — в составе Византии. В VI—VII веках заселена сербами и хорватами. Босния как племенное княжение упоминается в X веке. Попеременно входила в состав Сербии, Хорватии, Византии и Венгрии. Боснийское государство образовано в XII веке. С конца XII века получило распространение богомильство, из которого выросла Боснийская церковь. В меньшей мере были распространены католицизм и православие. Государство значительно расширилось в XIV веке при Степане Котроманиче и Твртко I, который провозгласил себя королём «сербов, Боснии, Поморья и Западных стран». В 1448 году боснийский феодал Степан Вукчич принял титул «герцога святого Саввы», отчего впоследствии его владения (прежняя область Хум) получили название Герцеговины.
Босния была завоёвана турками в 1463 году, Герцеговина — в 1482 году. В 1583 году области были объединены в Боснийский пашалык. Большинство феодалов и часть населения перешли в ислам. В 1875—1878 годах произошло Боснийско-герцеговинское восстание. Решением Берлинского конгресса 1878 года Австро-Венгрия оккупировала Боснию и Герцеговину, а в 1908 году её аннексировала. После распада Австро-Венгрии в 1918 году вошла в состав Королевства сербов, хорватов и словенцев. В 1945 году образована республика Босния и Герцеговина в составе Югославии. В 1960-е годы изменилось соотношение в численном составе православных и мусульман в пользу последних. В марте 1992 года республика провозгласила независимость, которая была признана миром в апреле того же года. В 1992—1995 годах велась межэтническая война в Боснии и Герцеговине, которая завершилась новой организацией государства на основе Дейтонских соглашений.

## Дославянский период

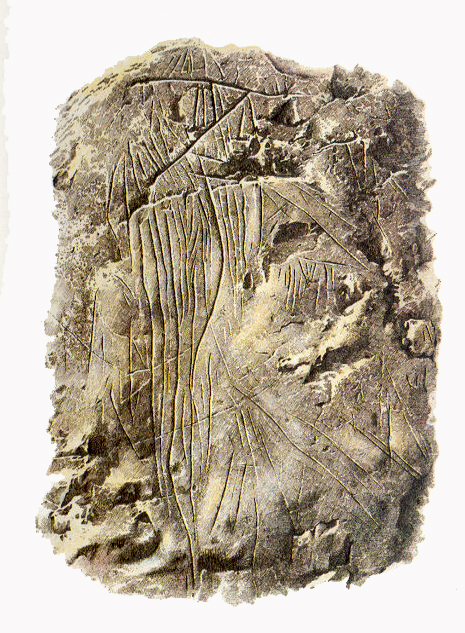
Изображение истыканной стрелами лошади из пещеры Бадань

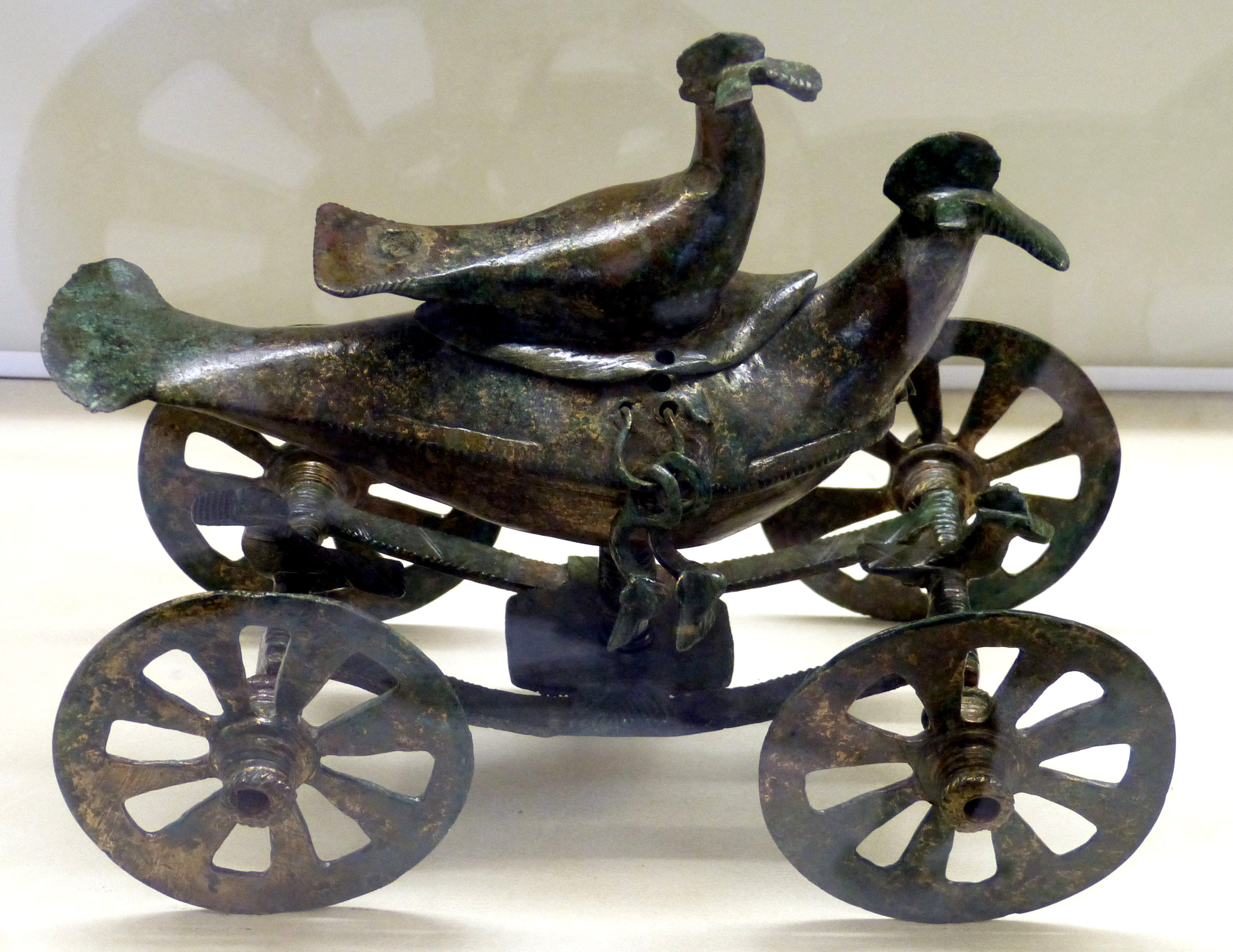
Бронзовая повозка с птицами VIII—V века до н. э.

Древнейшим населением Боснии были неандертальцы, которые проживали здесь в раннем палеолите. Затем, в позднем палеолите им на смену пришли более современные люди. Во времена неолита на территории Боснии и Герцеговины происходило взаимодействие и взаимопроникновение культур Средиземноморья и Подунавья. Найдены гравированные изображения в пещере Бадань близ Столаца в Герцеговине (например, «лошадь, пронзённая стрелами»), которые датируются XV веком до н. э. На северо-востоке Боснии и в верхнем течении реки Босны существовала неолитическая Старчево-Кришская культура. Герцеговина находилась под влиянием культур импрессо (штампованной керамики), распространённой в западном Средиземноморье, как видно, например, по находкам в Зелёной пещере близ Мостара. В среднем неолите в районе Високо, Какань и других люди жили в землянках из дерева в сочетании с плетнем, обмазанного глиной. Бутмирская культура, существовавшая в III тысячелетии до н. э., отличается изящной глазированной керамикой с разнообразным геометрическим орнаментом, чаще всего в виде спиралей. Этой культуре принадлежат реалистичные скульптуры людей с отдельными гротескными частями тела.
В эпоху бронзы по территории Боснии и Герцеговины расселились иллирийские племена: в центральной и восточной Боснии — диседиаты, на севере Герцеговины и на юго-западе Боснии — авторитаты. В IV веке до н. э. сюда пришли кельты, которые со временем частично слились с более многочисленными иллирийцами. С III века до н. э. Балканами стали овладевать римляне. Ими были созданные провинции Иллирик и Далмация. В III веке в иллирийские провинции империи проникло христианство. В 395 году после раздела Римской империи по реке Дрине прошла граница между Западной и Восточной Римской империями. Этот разлом имел далеко идущие последствия для народов Балкан: одни из них в течение долгого времени находились под политическим и культурным влиянием Византии, а другие — католического Запада.

## Средние века

### Переселение славян и образование государственности

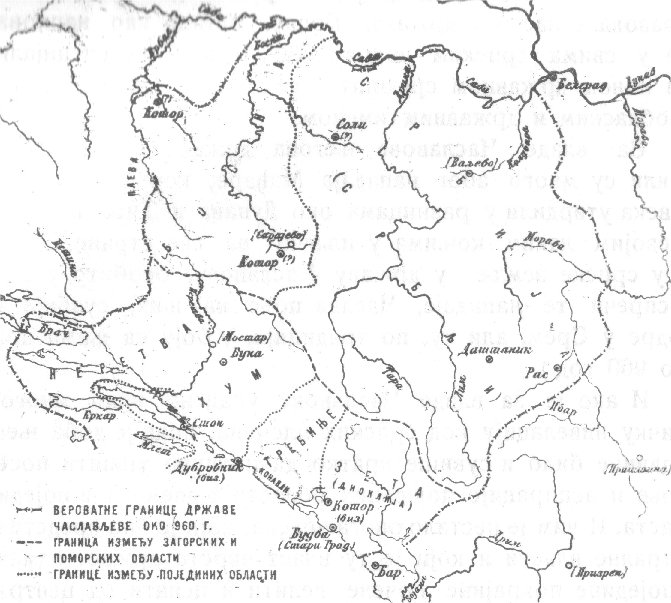
Сербское княжество — первое сербское государство, зародившееся в Рашке и Боснии

По данным византийского императора Константина Багрянородного, сербы появились на Балканах в 1-й половине VII века. Они заняли территории современных Сербии, Черногории, части Боснии и Хорватии. После переселения на Балканский полуостров первыми территориальными объединениями у сербов, как и у большинства южных славян, были жупы. Жупы обычно занимали районы, ограниченные течением рек или горами. Их центрами являлись укреплённые поселения или города. Как административные территориальные единицы жупы в дальнейшем
стали прочной основой Сербского государства. Однако византийцы все эти земли назвали «склавинии». После расселения славян на Балканах в византийских источниках появляются сведения о множестве склавиний от Салоник до Константинополя, а позднее и о склавиниях, расположенных выше городов на далматинском побережье. Иллирийцы были ассимилированы славянами или мигрировали в горные районы, где продолжали жить под именем влахов.
На общественное развитие славянской Боснии оказали влияние авары — создатели Аварского каганата, которые в течение двухсот лет господствовали над славянами. Вскоре после переселения славян на Балканский полуостров стали создаваться и политические союзы соседних жуп во главе с князьями или банами (в Боснии). Должности жупанов, князей и банов постепенно становились наследственными и закреплялись за отдельными зажиточными и влиятельными родами. Постоянная борьба и военные столкновения этих сравнительно мелких союзов вели к созданию более обширных территориальных объединений. Все эти политические образования находились под верховной властью Византии. Но их зависимость от империи была небольшой и сводилась к уплате дани. Признавая верховную власть Византии, сербы фактически были самостоятельными в политическом отношении.
Спустя некоторое время после переселения на Балканы сербы сформировали несколько крупных общин, которые затем стали государственными образованиями. Между реками Цетина и Неретва располагалось Неретвлянское княжество, которое византийцы именовали Пагания. Ей принадлежали и острова Брач, Хвар и Млет. Область между Неретвой и Дубровником называлась Захумье. Земли от Дубровника до Которского залива занимали Травуния и Конавле. Южнее, до реки Бояны, простиралась Дукля, которую позднее стали называть Зетой. Между реками Сава, Врбас и Ибар была Рашка, а между реками Дрина и Босна — Босния. После гибели сербского князя Часлава Клонимировича Босния отпала от его державы. В 1018 году она номинально попала под власть Византии. В начале XII века часть Боснии в результате войн попала в состав Венгрии. Венгерский король получил титул ramae rex, так как государство лежало в основном в долине реки Рамы. Король Венгрии назначал своих наместников — банов для управления Боснией.

### Боснийское государство

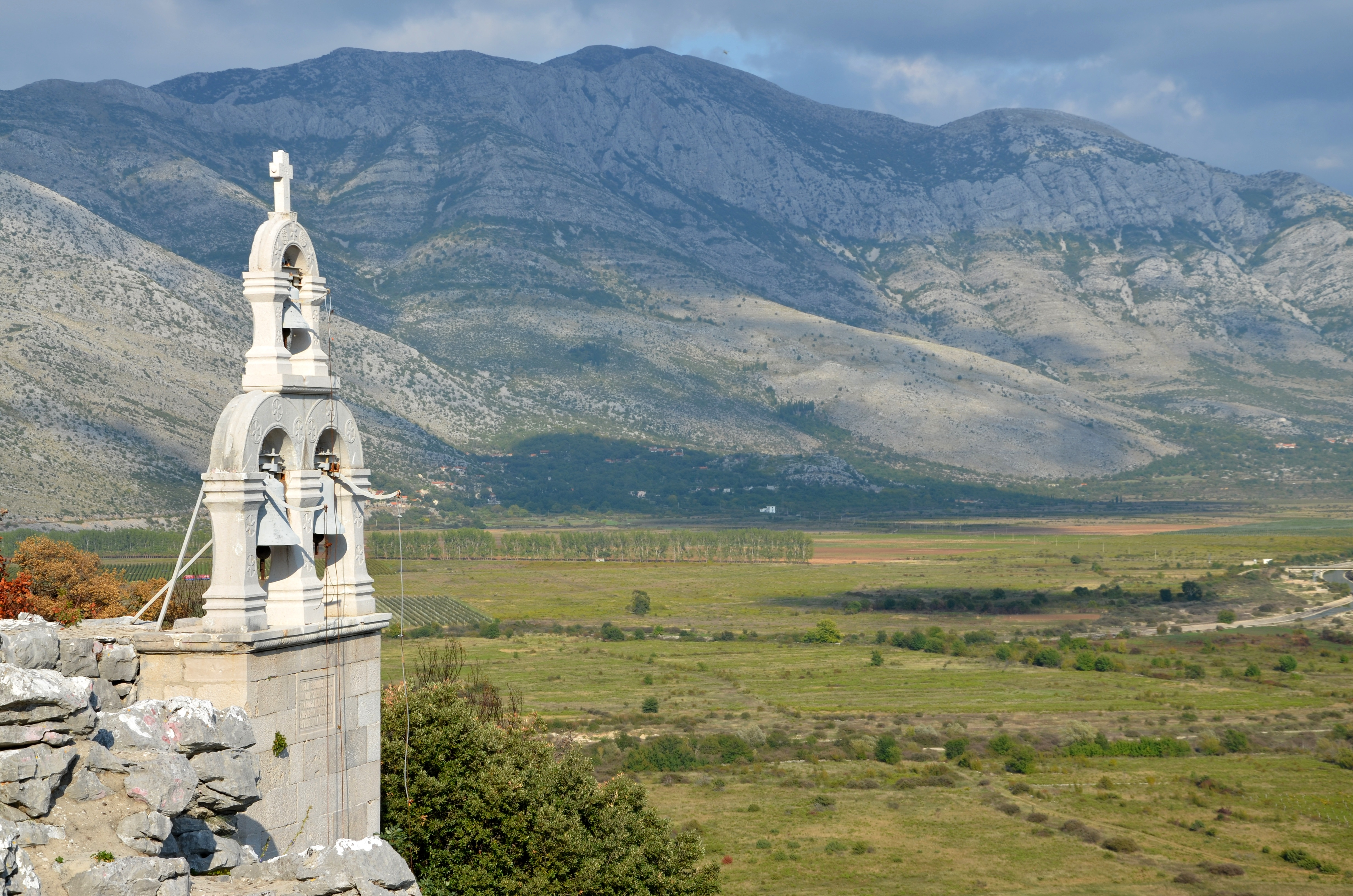
Православный монастырь Завала на Поповом полье

Босния под названием «Босона» впервые упоминается в сочинении «Об управлении империей», написанном Константином Багрянородным около 950 года. В X веке письменные источники зафиксировали процесс обособления Боснии как особой этнополитической общности от остальных сербских земель. Босния, бывшая сербской склавинией после заселения её сербскими племенами, и первоначально возникшая в бассейне рек Босны и Врбаса, как целостное государственное образование появилось, вероятно, в X—XI веках. Во главе этого государства стоял бан. В начале XII века распалось Дуклянское государство, и Босния обрела самостоятельность. После присоединения Хорватского королевства к Венгрии в 1102 году последняя стремилась покорить рядом расположенную Боснию. В 1150-е годы во главе боснийского государства был поставлен вассал венгерского короля — славонский вельможа Борич. После Византийско-венгерской войны в 1160-е годы Босния в течение 13 лет оказалась под Византией. Со смертью императора Мануила I она вернулась под власть Венгерского королевства. Отныне и до завоевания страны турками в 1463 году Босния, в той или иной мере, оставалась вассалом Венгрии. Страна была поделена на области, как и в Сербии, называвшиеся жупы. Они возглавлялись честниками, которые назначались баном. Они собирали налоги, осуществляли административно-судебные и военные функции.

Расширение Боснии в XII—XIV вв.

В 1241 году на боснийскую землю ступила орда монголов. В середине XIII века венгры отобрали у боснийцев северные области — Соли и Усора. Во время правления хорватского рода Шубичей новые правители старались расширить влияние католицизма в Боснии, преследуя боснийскую церковь, что вызывало сильное противодействие местной знати. Вскоре власть снова перешла к династии Котроманичей. Степан Котроманич смог значительно укрепить и расширить своё государство на запад и север, на Адриатическое побережье от Омиша до Дубровника. Во время неурядиц в Сербии он завладел Хумом. В 1332 году Степан II установил торговые отношения с Дубровником. Опорой правителя служили боснийские феодалы, которые в награду получали новые земли и города и освобождались от налогов. При Степане Твртко к Боснии отошли владения травунского феодала Николы Алтомановича, включая земли в бассейне рек Лима, Тары и Пивы, а также Поморье. В 1377 году Твртко I венчался в сербском монастыре Милешева у гроба святого Саввы как «король сербов, Боснии, Поморья и Западных стран». После включения в состав Боснии западных сербских (Подринье и Требине) и хорватских земель на Адриатике, чему способствовала ослабление Венгрии, Твртко провозгласил себя «королём Сербии, Боснии, Далмации и Приморья». В 1380-х годах турки совершили первые грабительские походы на Боснию. В 1389 году боснийцы участвовали в битве на Косовом поле.

#### Упадок и турецкое завоевание

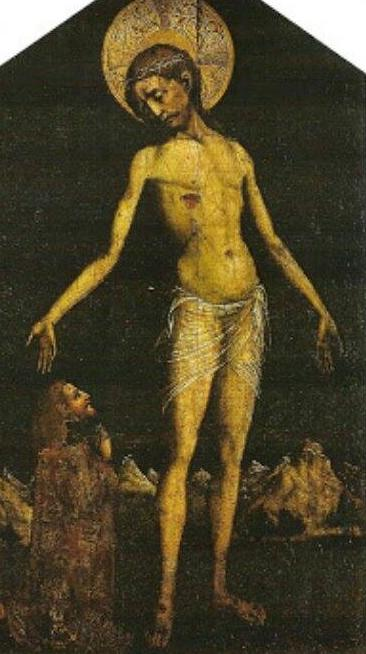
Портрет Степана Томашевича
Я. Беллини (ок. 1460)

После смерти Степана Твртко центральная власть ослабела. В период правления Степана Дабиши усиливалось влияние боснийской властелы, в том числе Хорватиничей, владевших землями на северо-западе Боснии, Косачей — владетелей земель на юге страны, и Павловичей, земли которых располагались как в восточной Боснии, так и на юге в Травунии. В 1410 году под власть Венгрии перешли северные города Соли и Усора, а Сребреница отошла Сербии. Степан Вукчич, враждебно настроенный к королю Томашу, в 1448 году он принял титул «герцога святого Саввы» (или воеводы святого Саввы), отчего впоследствии его владения получили название Герцеговины. Последний король Боснии Степан Томашевич (правл. 1461—1463), будучи последним правителем средневекового сербского государства (1459), под угрозой турецкого вторжения в Боснию обратился за помощью к Риму и Венеции. На станке в Яйце, последней столице средневековой Боснии, на него впервые в истории страны была возложена корона, присланная папой. Степан отказался платить разорительную для страны дань султану. В ответ на это в 1463 году султан Мехмед II со своей армией вторгся в Боснию, занял Бобовац. Не получив поддержки от Рима, Степан бежал в город Ключ, где был схвачен в плен. Отдав приказ гарнизонам сдать города, Степан Томашевич был казнён под городом Яйце. Босния, раздираемая прежде феодальной и религиозной борьбой, практически без сопротивления сдалась на милость победителю. После падения Боснии Венеция 14 июня 1463 года возвестила: 
На глазах у мира сгорело одно выдающееся королевство.
Турецкий поход длился в течение полутора месяцев. Завоевание вызвало массовый исход на земли соседней Венгрии. Только в Ликскую и Крбавскую жупанию после падения Яйце переселилось 18 000 сербских семей. Осенью 1463 года венгерский король Матьяш I организовал поход и завладел завоёванными турками землями в северной Боснии с городами Сребреником и Яйце, которые к 1528 году были отвоёваны турками. Герцеговина была полностью завоёвана турками в 1482 году.

## Османская империя

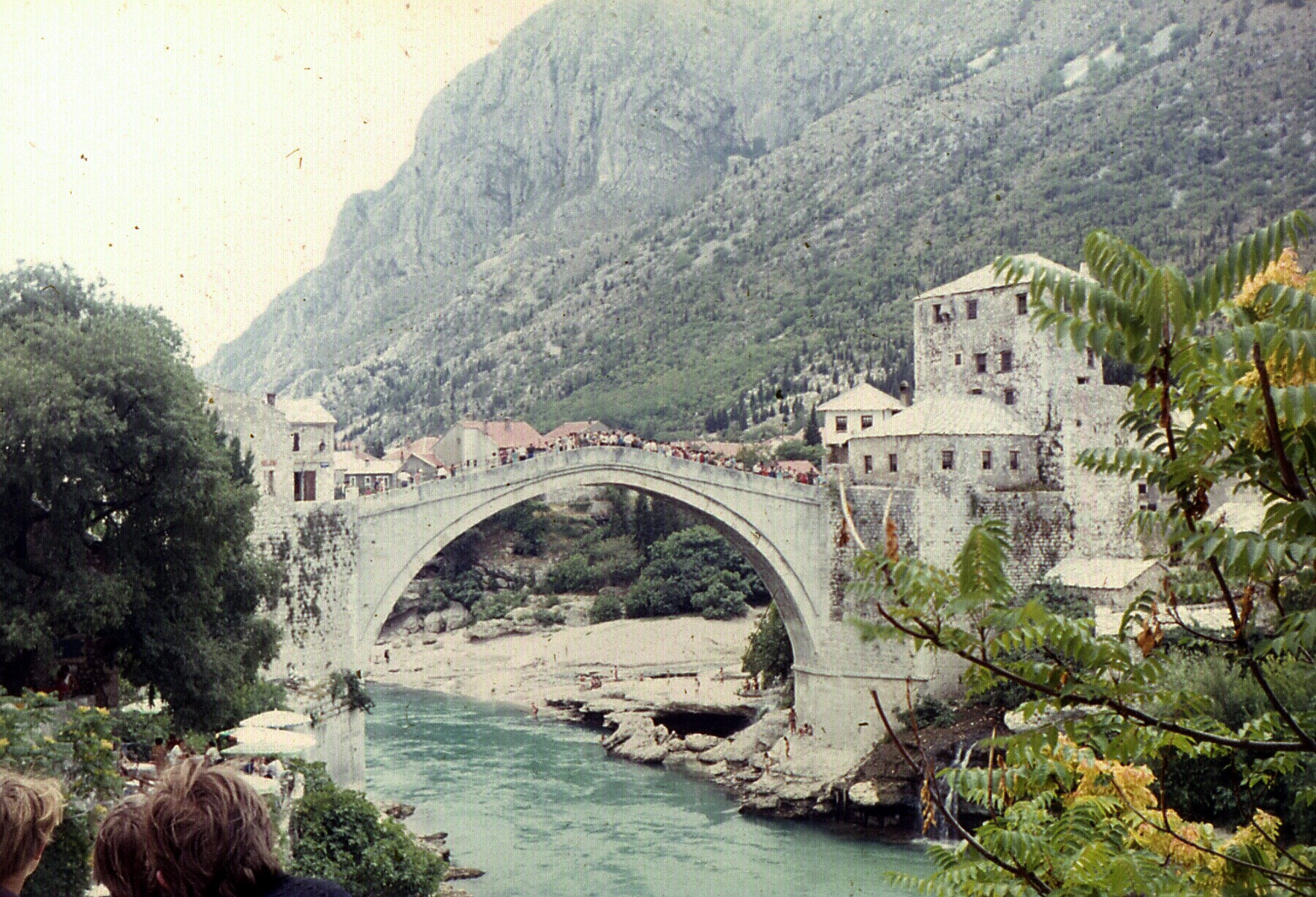
Старый мост
Арх. (1566)

В период с 1465 по 1476 год на территории Боснийского санджака существовало созданное турками «Боснийское королевство». Турецкое завоевание сыграло негативную роль в истории южных славян: задержало общественно-экономическое развитие народов, создало противостояние между мусульманами и христианами. Боснийские феодалы во имя спасения собственного имущества вынуждены были переходить в ислам, который во второй половине XVI века полностью вытеснил христианство в верхних слоях населения. Феодально-зависимые крестьяне назывались райей. В некоторых районах Боснии проживало значительное количество скотоводов-влахов, которые преобладали в горных районах Герцеговины. Со временем влахи слились с райей. В XVI веке в Боснии, как и в соседних провинциях Османской империи, начался упадок рудников: в частности, в запустении оказалась Сребреница. Торговые пути, пролегавшие через Боснию на Адриатическое побережье, способствовали дальнейшему развитию торговли и ремёсел в этой стране. Во многих городах на Балканах действовали крепости с военными гарнизонами, при этом к XVI веку сильно изменился этнический состав крупных городов, основным населением которого стали турки-колонисты и потурченцы, которые со временем утратили связь с национальной культурой. Исламизация городского населения гарантировала более благоприятные условия для занятия торговлей и ремёслами. В отличие от Герцеговины и Сербии, в Боснии крестьяне массово переходили в ислам. Исламизация населения Боснии остаётся исторической загадкой. В то же время сохранились францисканские монастыри. Как и в Сербии, в Боснии действовали гайдуки, грабившие турецких феодалов. Крупным торговым и ремесленным центром Боснии стал город Сараево, росли такие города, как Фоча, Баня-Лука, Ливно, Мостар. При этом ряд старых торгово-ремесленных центров приходил в упадок. В 1580 году был создан Боснийский эялет.
После Австро-турецкой войны (1716—1718) правый берег реки Савы временно отошёл к австрийцам, по всей Боснии были выстроены новые оборонительные укрепления. Переписывание книг в Боснии продолжалось до XVIII века. В православных монастырях Требинье и Житомислич переписывались памятники древнесербской литературы, создавались хроники. Францисканские монастыри так же поддерживали литературную деятельность, были написаны фойничская летопись, хроника Никола Лашванина, летопись Андрия Шипрачича. Сохранились стихотворения в народном духе XVIII века. Католический писатель Матия Дивкович (1563—1631) создавал свои произведения на штокавском наречии, используя кириллицу. В XVII веке появляются первые писатели среди боснийских мусульман, писавшие народным сербским языком: Хасан Каимия и Мухамед Xеваи Ускюфи.

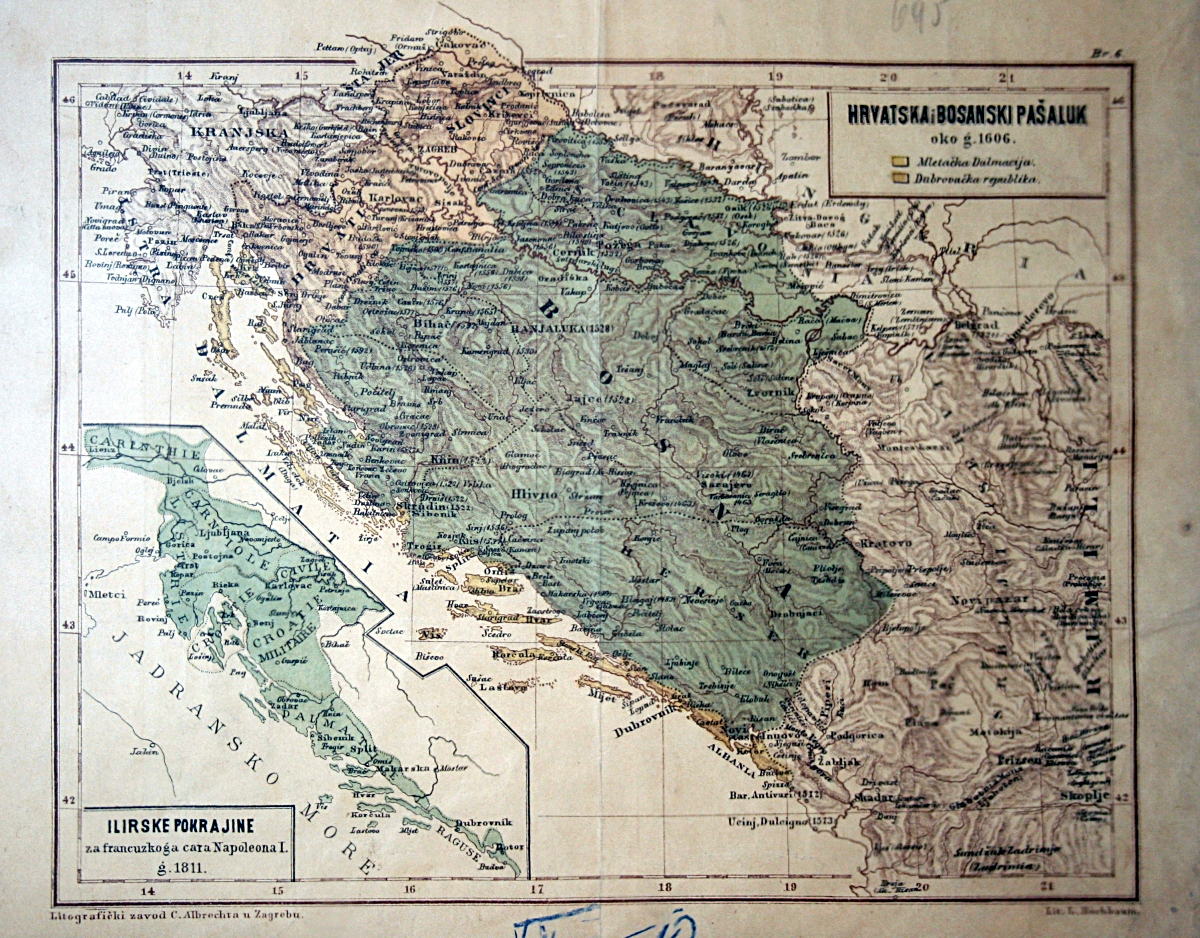
Боснийский пашалык (ок. 1606)

Со временем религиозная картина в Боснии и Герцеговине усложнилась: сербы, хорваты и влахи переселялись в Австрийскую империю, которая расселяла беженцев-христиан с территорий современных Сербии и Боснии в районах Военной границы, население которой несло пожизненную службу и защищало границы с Османской империей.
После сербских восстаний 1804 и 1815 годов Сербия присоединила Новопазарский и Зворницкий санджаки, ранее входившие в Боснийский пашалык. Административным центром пашалыка был Травник, с 1850 года — Сараево. По турецкой переписи 1851—1852 годов в пашалыке проживало 1 077 956 человек, главным образом сербов и хорватов; 44,9 % которых были православными, 37,3 % мусульманами и 16,5 % католиками. На смену военно-ленной системе пришло чифтликское землевладение. В ходе турецких реформ 1820—1830-х годов у боснийско-герцеговинских феодалов исчезли источники дохода, это привело к росту отработочных и натуральных повинностей крестьян. Леса, ранее принадлежавшие феодалам, были признаны государственным достоянием с правом бесплатного пользования. В 1820—1840-е годы в страну проникает иностранный капитал. В 1860-е годы была построена железная дорога из Баня-Луки до австрийского города Нови, телеграфная линия между Сараевым и Баня-Лукой.

### Волнения и австро-венгерская оккупация

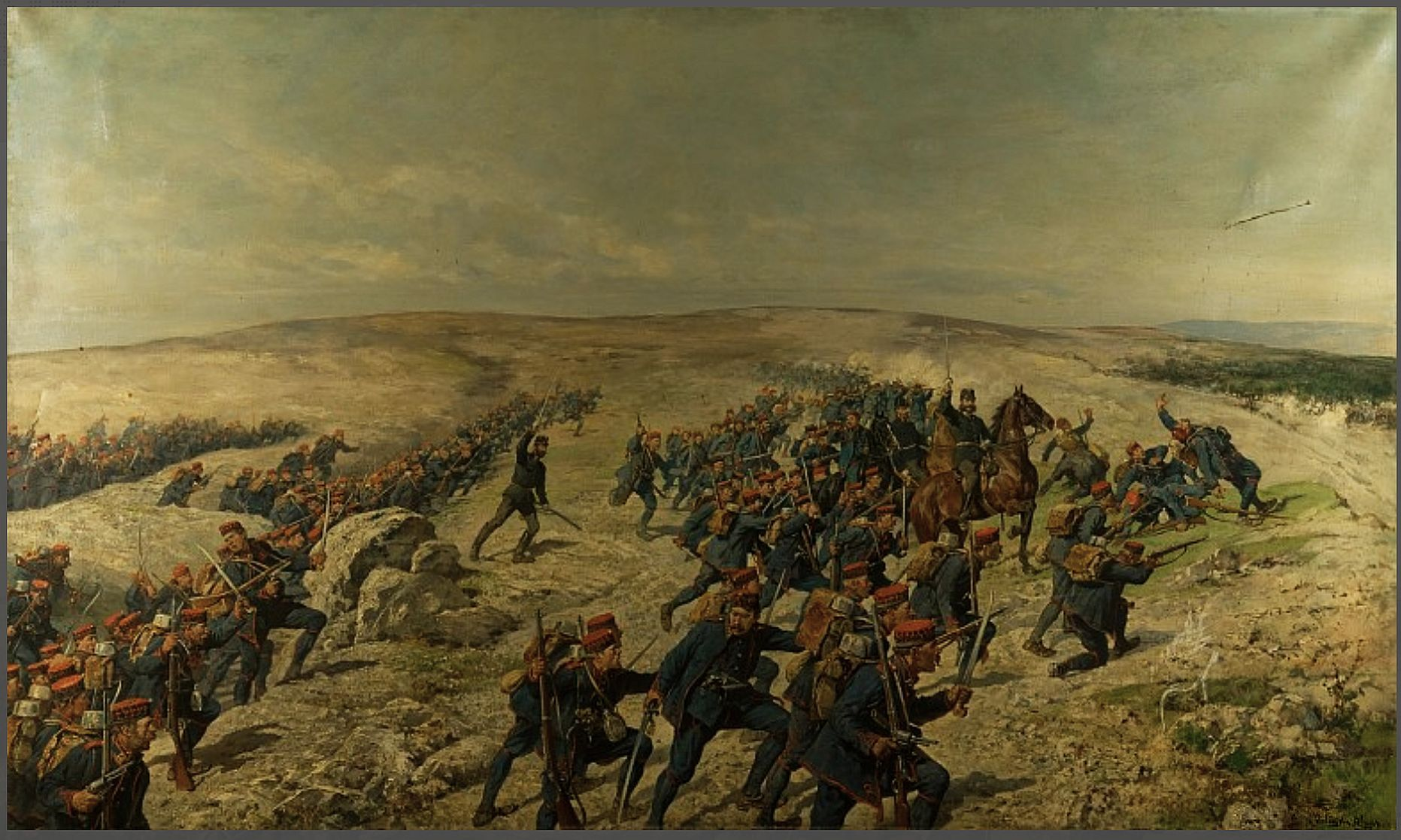
Наступление австро-венгерского войска на Герцеговину в 1878 году

Феодалы страны выступили против реформ, проводимых Турцией. В 1821 году в Сребренице, Мостаре и других городах Боснии вспыхнули восстания, результатом которых стала казнь 300 феодалов-повстанцев. В последующие годы неповиновение продолжилось: во время восстания 1831 года во главе с Хусейном Градашчевичем боснийское войско одержало победу над турками на Косовом поле. Чтобы ослабить боснийскую оппозицию, турецкое правительство в 1833 году отделило от Боснии Герцеговину. Власть Турции была установлена только в 1851 году. 
В первой половине XIX века в стране получило развитие национально-освободительное движение, зародившееся в среде католического духовенства. Его итогом стало Боснийско-герцеговинское восстание 1875—1878 годов. В 1878 году Босния и Герцеговина получила автономию по Сан-Стефанскому миру, заключённому между Россией и Османской империей после окончания Русско-турецкой войны 1877—1878 годов. Однако вскоре по Берлинскому трактату того же года Австро-Венгрия в период с июля по октябрь 1878 года оккупировала Боснию и Герцеговину.

## Австро-Венгрия

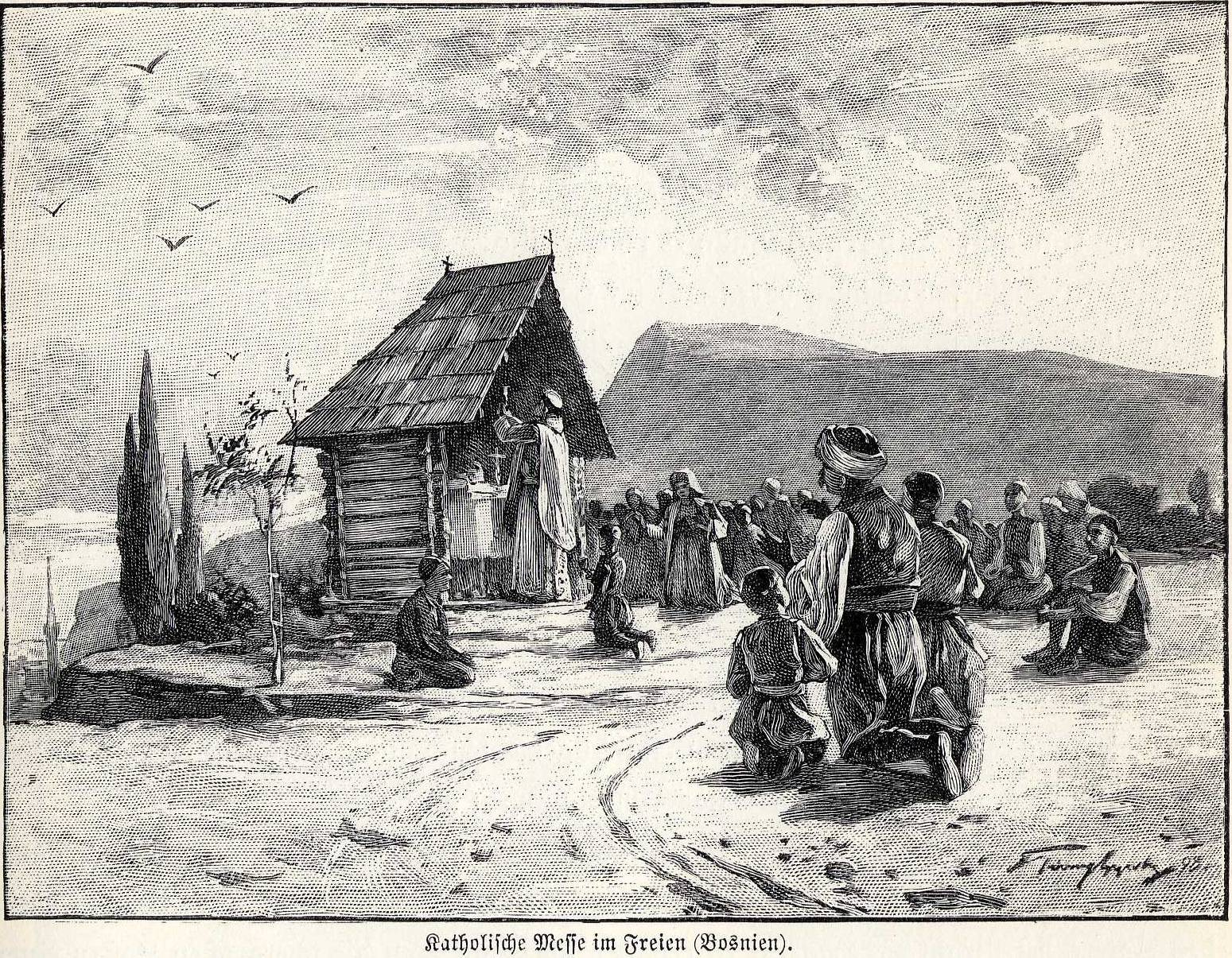
Католическая месса в Боснии. 1898 год

После австро-венгерской оккупации Боснии и Герцеговины, юридически остававшейся под суверенитетом Османской империи, в страну хлынули иностранные капиталы, заинтересованные в дешёвой рабочей силе и сырье. Государство и Габсбурги являлись собственниками железных дорог, лесопильных заводов, угольных копей, табачных и текстильных производств. В производстве преобладали ремёсла и мануфактуры. Фабричные товары массово ввозились из Австро-Венгрии. Преследуя военно-стратегические и экономические цели, государство быстрыми темпами возводило железные и шоссейные дороги. Происходил рост товарооборота и городского населения, в сельской местности сохранялся феодальный уклад. В Герцеговине с 1878 год возникали крестьянские волнения; крупное восстание произошло в 1882 году. В 1906 году по всей стране прокатилась волна забастовок рабочих. В 1880 году австро-венгерские власти добились от Константинопольской православной церкви, в подчинении которой находилась Босния и Герцеговина, права назначать митрополита и выплачивать ему жалование. В 1881 году была создана верховная организация боснийско-герцеговинских мусульман «Улеме меджлис», члены которой назначались государством. Деятельность католической церкви, которой правительство предоставило льготы и преимущества, доходила до разжигания национально-религиозной ненависти к сербам и мусульманам.
Аннексия Боснии и Герцеговины Австро-Венгрией была объявлена 7 октября 1908 года. Часть общества Боснии и Герцеговины надеялась на освобождение страны из-под власти Австро-Венгрии и создание государства во главе с Сербией. В 1913—1914 годах была образована сербская националистическая организация «Млада Босна». Среди её участников был Гаврило Принцип, который 28 июня 1914 года в Сараево совершил убийство эрцгерцога Франца Фердинанда и его жены Софии, что привело к началу Первой мировой войны.

## Югославия

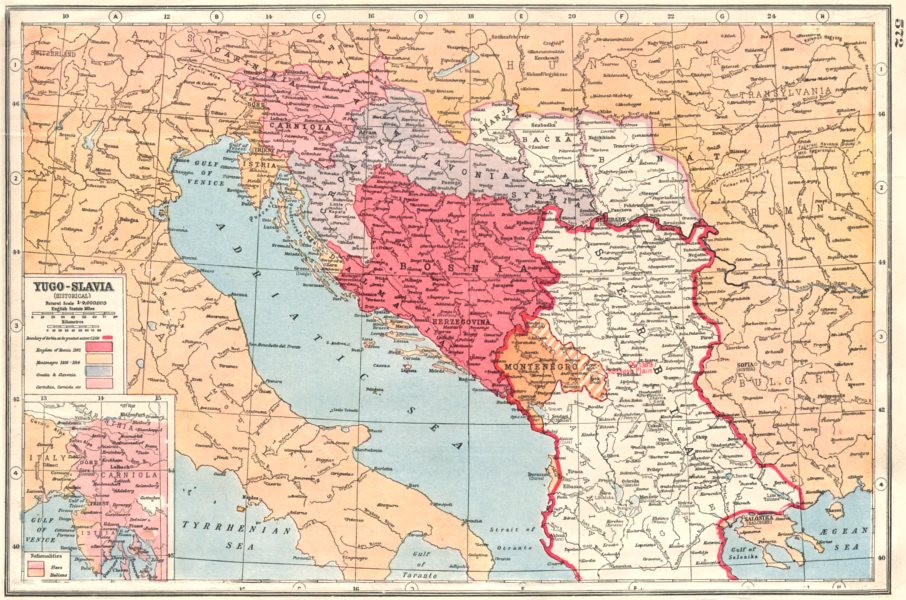
На карте 1920 года Далмация, до её присоединения к Хорватии в 1939 году, показана в границах БиГ

29 октября 1918 года во время распада Австро-Венгрии Хорватский собор в Загребе провозгласил Государство словенцев, хорватов и сербов, власти которого сразу же объявили о прекращении участия в войне. 1 декабря того же года государство объединилось с Сербским королевством и Черногорией в Королевство сербов, хорватов и словенцев. Очень быстро в Боснию и Герцеговину потек сербский капитал. На 31 декабря 1923 года в регионе было 37 сербских банков (с общим капиталом в 138 524 млн динаров), 11 — мусульманских с капиталом в 48 053 млн динаров, 9 — хорватских, 2 — еврейских с капиталом в 19 097 млн динаров, 35 остальных (правда, с намного большим суммарным капиталом — в 266 578 млн динаров).
В 1919—1924 годах земли Боснии и Герцеговины приняли беженцев из России, которые впоследствии были репрессированы властями коммунистической Югославии. В 1920-е годы в Боснии была сосредоточена деревообрабатывающая и лесопильная промышленность, имевшая важное значение для экономики Югославии. В 1929 году боснийско-герцеговинские округа в государстве под новым названием Королевство Югославия вошли в Врбаскую, Дринскую, Зетскую и Приморскую бановины. В 1939 году часть территорий Боснии и Герцеговины вошла в Хорватскую бановину.
После нападения Германии на Югославию 10 апреля 1941 года усташи провозгласили «Независимое Хорватское государство», в которое вошли земли Боснии и Герцеговины. Сербы выселялись за пределы Боснии и Герцеговины, при этом многие из них погибали. По указу из Ватикана сербские крестьяне подвергались насильственному обращению в католицизм. Усташи разжигали в мусульманах ненависть к православным. 
С июля 1941 года в Боснии и Герцеговине начали действовать первые партизанские отряды. Для усмирения Герцеговины усташи отдали область итальянским оккупантам. К 1 мая 1945 года Босния была освобождена от немецких войск. C усташами тяжёлые бои продолжались до 25 мая. Во время войны погибли около 407 000 жителей Боснии и Герцеговины, в том числе около 209 тысяч сербов, около 100 тысяч мусульман, около 79 тысяч хорватов, около 10 тысяч евреев и около 5 тысяч цыган; уничтожено или значительно повреждено 130 крупных промышленных предприятий, 24 шахты, 1172 школы, почти полностью уничтожены города Босански-Петровац, Дрвар, Босанска-Крупа, Ключ, Прозор, Гламоч, Вишеград, Бихач, Рогатица, Босански-Брод и многие другие города и сёла.

### Период социализма

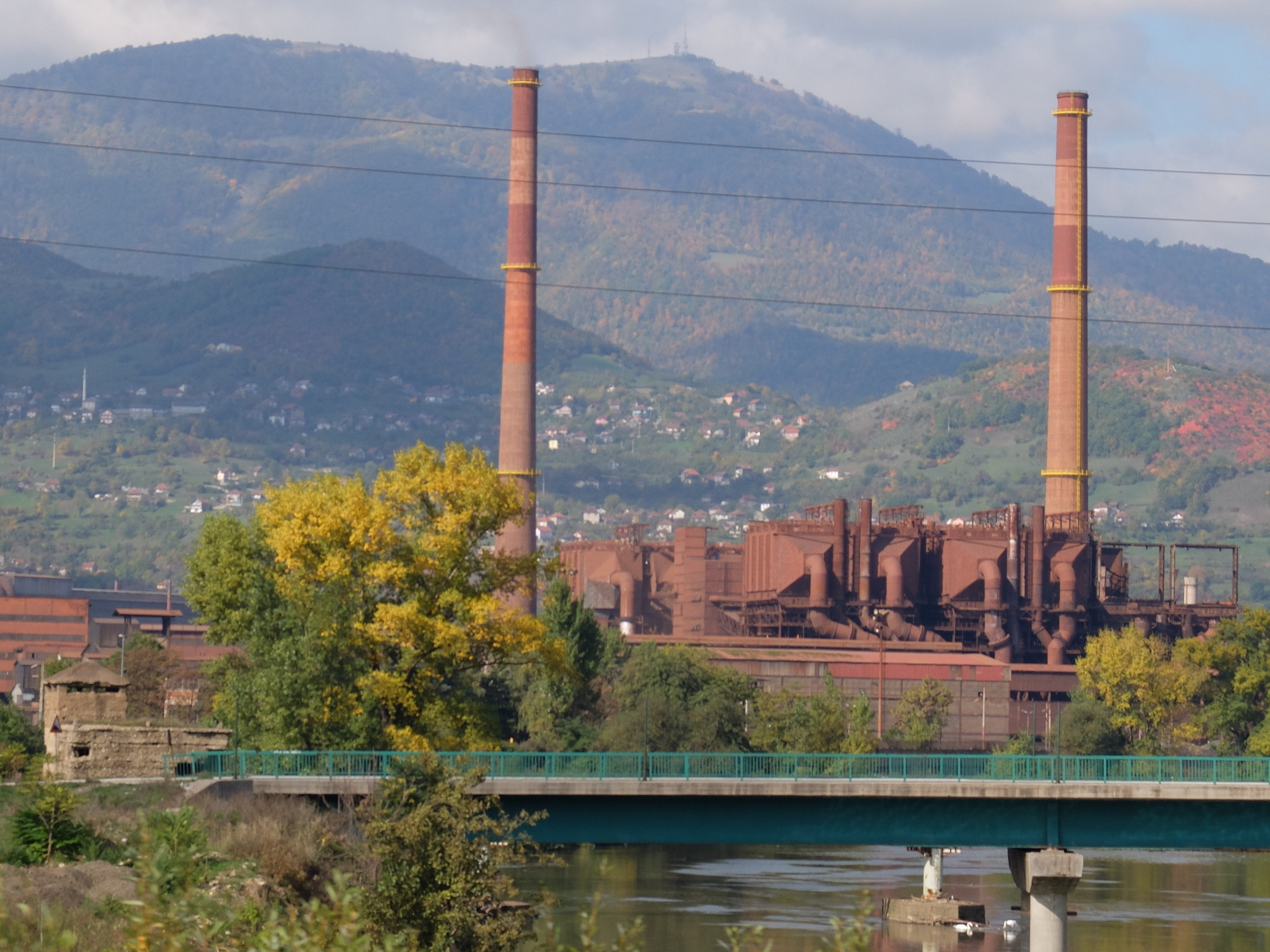
Сталелитейный завод в Зенице, крупнейшем центре чёрной металлургии в Югославии

В 1945 году Народная республика Босния и Герцеговина вошла в Федеративную Народную Республику Югославия, с 1963 года — Социалистическая Республика Босния и Герцеговина в составе Социалистической Федеративной Республики Югославия. Коммунистические власти приняли ряд мер по ограничению мусульманского самоуправления. Например, в 1946 году республиканская скупщина ликвидировала шариатские суды. Следующей мерой, коснувшейся мусульманок республики, стала борьба против ношения чадры и паранджи. Поначалу титовские власти действовали осторожно, проводя разъяснительную работу. Однако уже 28 сентября 1950 года закон запретил ношение чадры, паранджи и «любое закрытие женщинами своего лица» под угрозой штрафов и тюремного заключения до трех месяцев.
По переписи населения 1961 года в республике проживали 42,89 % православных, 25,69 % мусульман и 21,71 % католиков. По переписи 1971 года 37,19 % православных, 39,57 % мусульман и 20,62 % католиков. По переписи 1981 года: 32,02 % православных, 39,52 % мусульман и 18,38 % католиков. По переписи 1991 года: 31,2 % православных, 43,5 % мусульман и 17,4 % католиков. В 1961 году И. Тито предоставил мусульманам статус нации (ныне босняки). В годы существования социалистической Югославии республика особенно строго соблюдала принцип «братства и единства» народов, назначая на должности в государственные органы и учреждения равное количество представителей трёх национальностей.
Благодаря природным ресурсам с 1945 по 1983 год республика увеличила объём промышленного производства в 22 раза. Она обладала 85 % запасов железных руд Югославии, 100 % каменной соли, около 60 % асбеста и более 40 % бокситов. Гидроэнергетический потенциал Боснии и Герцеговины составлял 25 % потенциала Югославии. К 1992 году это была экономика индустриально-аграрного типа, удельный вес которой в ВВП Югославии составлял 13,4 %, удельный вес в экспорте Югославии — 14,4 %. При этом Босния и Герцеговина была беднейшей республикой Югославии, по уровню развития сопоставимой с автономным краем Косово. В 1984 году, в условиях глубокого экономического кризиса, разразившегося после смерти И. Тито, в Сараеве были проведены XIV Зимние Олимпийские игры.

## Независимая Босния и Герцеговина
Политическое разделение общества Боснии и Герцеговины по этническому принципу произошло 26 мая 1990 года, когда была создана Партия демократического действия мусульман во главе с Алиёй Изетбеговичем. Спустя два месяца появилась Сербская демократическая партия во главе Радованом Караджичем, после чего хорваты основали в Боснии и Герцеговине своё отделение партии Хорватское демократическое содружество во главе с Мате Бобаном. Кроме националистических партий, в Боснии действовали в 1990 году две общесоюзные силы: коммунисты и созданный в сентябре 1990 года филиал Союза реформаторских сил. Последнюю организацию возглавлял на союзном уровне соратник Тито Маркович. Он и его сторонники выступали за сохранение СФРЮ при условии проведения реформ. 9 ноября 1990 года прошли выборы в парламент страны. На них представители общесоюзных сил потерпели сокрушительное поражение. Коммунисты и их союзники получили 9 % мест, реформисты А. Марковича — только 5 % мест, несмотря на то, что их поддерживали в регионе подконтрольные союзным властям газета «Борба» и телевидение ЮТЕЛ. Большинство мест в Скупщине тогда завоевали представители трех националистических партий. На референдуме, который был организован мусульманскими и хорватскими депутатами без учёта мнения сербов, и проведён с 29 февраля по 1 марта 1992 года, 63 % избирателей проголосовали за независимость Боснии и Герцеговины. 6 апреля независимость страны была признана Европейским союзом, 7 апреля — США, и вслед за ними в апреле того же года — Россией. 7 апреля 1992 года сербы провозгласили независимость Сербской республики. 3 июля хорваты объявили о создании собственной республики — Герцег-Босна со столицей в Мостаре.

### В военный период (1991—1995)

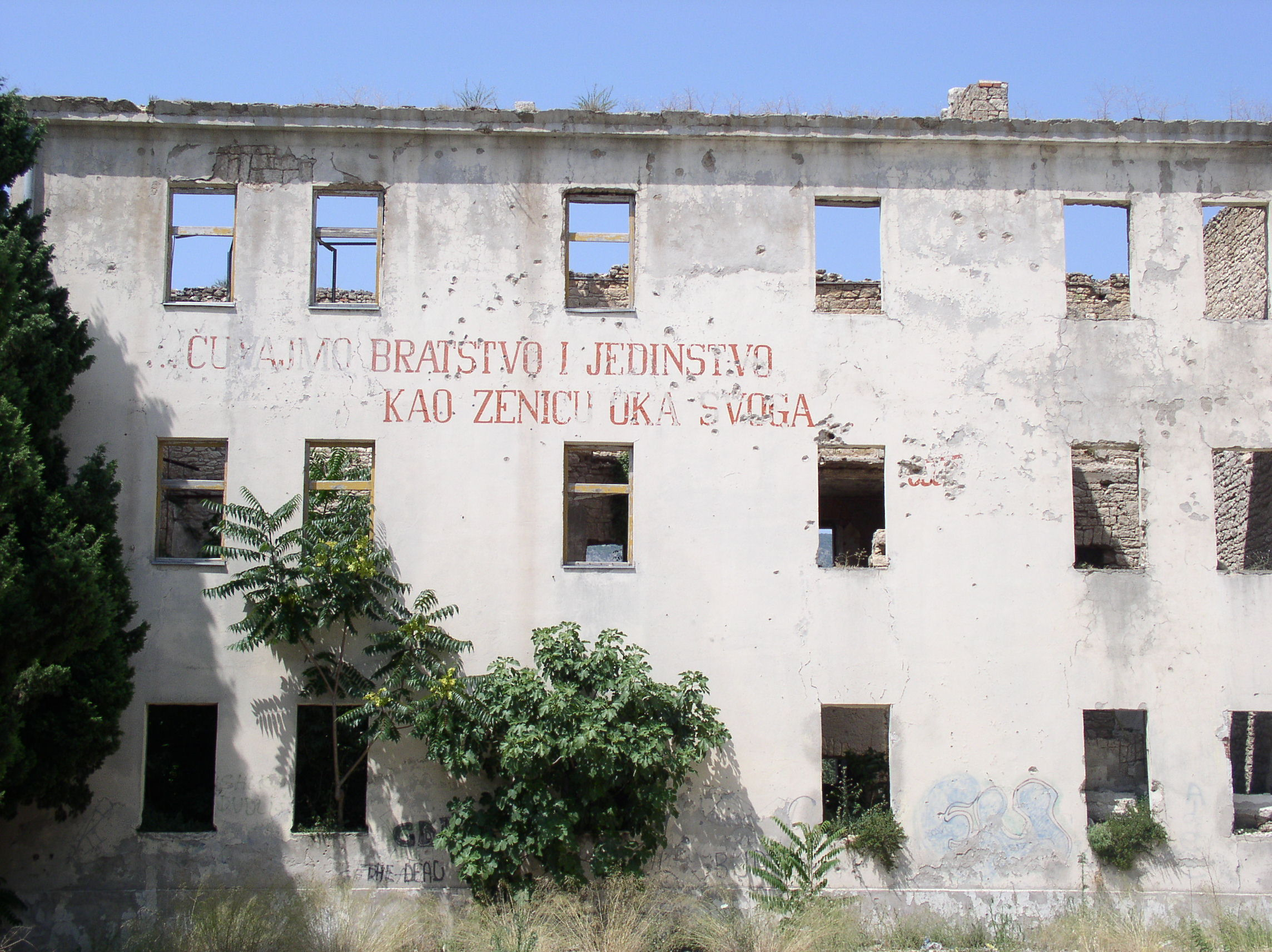
«Сохраним братство и единство, как зеницу ока». Надпись на здании в Мостаре, разрушенном войной

Вооружённые столкновения в Боснии и Герцеговине начались после расстрела сербской свадьбы в Сараеве 1 марта 1992 года. 5 апреля того же года Югославская Народная Армия произвела блокаду Сараева. Вскоре разгорелась межэтническая война, охватившая всю страну. Мусульмане воевали против сербов или хорватов в зависимости от региона, иногда они воевали вместе с хорватами против сербов. 22 мая 1992 года Босния и Герцеговина стала членом ООН. Участие миротворческих сил ООН в поддержании мира на территории Боснии и Герцеговины было неэффективным. После военного вмешательства сил НАТО сербы в военном отношении потерпели поражение. 14 декабря 1995 года конфликт был урегулирован Дейтонскими соглашениями при посредничестве США, которое предусматривало сохранение единого государства, состоящего из двух частей: Мусульмано-хорватской федерации и Республики Сербской. За годы войны погибли, по сербским данным, 200 тысяч человек, 90 % которых пришлось на мирных жителей. До трёх миллионов человек были вынуждены покинуть свои дома, в том числе 800 тысяч мусульман в Средней и Восточной Боснии и Восточной Герцеговине, 800 тысяч сербов в Средней и Западной Боснии и Западной Герцеговине, около 500 тысяч хорватов в Средней Боснии, а также национальные меньшинства (албанцы, цыгане и другие). Война повлекла катастрофические последствия для экономики страны: было разрушено 3000 населённых пунктов, повреждены все железные дороги, разрушено 2000 км автодорог, 70 мостов. В денежном выражении ущерб оценивается до 80 млрд долларов США.

### Послевоенный период (с 1995)
Для обеспечения гражданского мира в послевоенной Боснии и Герцеговине расквартированы многонациональные силы миротворческой операции Европейского союза Althea из 600 человек, деятельность которых осуществляется на основании мандата Совета Безопасности ООН, продлённого на 2016 год. По данным МВФ за 2014 год, Босния и Герцеговина являлась беднейшей страной Европы, наряду с Украиной и Молдавией. В феврале 2014 года, в связи с тяжёлым экономическим положением страны, прошли демонстрации, вылившиеся в столкновения с полицией. Отношения между босняками, сербами и хорватами в 2014 году оставались напряжёнными; периодически звучали призывы к разделению государства. В 2008 году было подписано соглашение о стабилизации и ассоциации с Европейским союзом. В 2010 году Босния и Герцеговина получила план действий по вступлению в НАТО.
11 декабря 2021 года депутаты Народной скупщины (нижней палаты парламента) Республики Сербской проголосовали за выход Республики Сербской из состава боснийских вооруженных сил, судебной и налоговой системы. После этого государственная прокуратура Боснии и Герцеговины возбудила дело в отношении властей Республики Сербской по обвинению в «подрыве конституционного порядка».